# 錢若水
錢若水（960年—1003年），字淡成，一字長卿，河南新安人。小時候聰明穎悟，十歲就能寫文章。雍熙二年中進士，任命為同州觀察推官，受提拔為秘書丞、直史館，升遷為知制誥。數次升遷後為諫議大夫，以及同知樞密院事。到了真宗時期，從幸大名，上陳禦敵安邊之策，後來并代經略使。咸平六年十月，去世，享年四十四歲。諡號宣靖，追贈戶部尚書，有文集二十卷。任同州推官時，曾為知州解決冤案。

## 修撰《宋太宗實錄》
《宋太宗實錄》共80卷，現存殘本20卷，為錢若水等奉敕撰，於咸平元年（998）成書，是唯一保存較完整的宋代實錄。前者叫作初修本，重修本則由王旦等修撰，以補內容不足之處。今收錄《四部叢刊》裡，書名為《太宗皇帝實錄》。

## 家庭

### 父
- 錢文敏(918－989)，錢若水之父。

### 子
- 錢延年（997－？），錢若水之子。父親去世後，才七歲，錄為太常奉禮郎[6]。後以獻文賜進士出身，歷太常博士、集賢校理[7]。

### 孫
- 錢綿（1014－1053），劉若水之孫，與英宗皇后高氏族人聯姻[8]。

### 曾孫
- 錢長侯，錢綿的長子
- 錢康侯，錢綿的次子。

### 族人
- 錢若沖，錢若水從弟（堂弟）[6]。